# Jane Carion
Jane Carion (Rixensart, 1892 - Nieuwpoort, 8 juni 1945) was een Belgisch kunstschilderes.

## Leven
Jane Carion was afkomstig uit de gegoede burgerij in Rixensart. In 1919 verhuisde de familie naar Brussel. Jane had een 5 jaar jongere zus Louise (1897-1947) die een zware stempel gedrukt heeft op het leven van de familie want ze kreeg psychische problemen. Gans haar leven bleef ze afhankelijk van haar moeder en van Jane. Beide meisjes hadden aanleg voor het tekenen en via hun grootvader Edouard Carion (1825-1864), amateur kunstschilder, mochten ze die richting uit.

### Opleiding
Maar Jane was zeer ambitieus en eigenzinnig. Ze schreef zich in bij Constant Montald en bij Herman Richir (Academie te Brussel). Ontevreden over hun isolement en de ouderwetse mentaliteit binnen deze academie, besloten enkele leerlingen als Roger Van Gindertael, Mercedes Legrand, Marcel-Louis Baugniet en Stanislas Jasinski naar Parijs te vertrekken voor decoratieve kunsten. In 1921 schreef ze schreef zich in aan de academie van "la Grande Chaumière" en in het atelier van "Cola Rossi".

### Huwelijk met Baugniet
Het kwam geregeld voor dat vrouwelijke artiesten tijdens hun opleiding een relatie opbouwden met kunstenaars: aan de academie in Brussel had ze de jonge Marcel-Louis Baugniet ontmoet. Samen waren ze naar Parijs vertrokken.  Maar zoals veelal met kunstenaars die erg gesteld zijn op hun imago en zelfstandigheid, de relatie liep mank en gingen ze uit elkaar. Baugniet trouwde in 1923 met de ballerina Akarova. Twee jaar verbleef Jane in Parijs: van 1921 tot 1923. Ze had er de tijd het artistieke milieu te beleven, was ontvankelijk voor de kunst van Pierre Puvis de Chavannes, Vincent van Gogh, Paul Gauguin en natuurlijk van Baugniet. Ze schilderde er affiches en decoratieve werken op papier. Maar Louise zorgde toen voor hevige spanningen bij haar: ze werd psychotisch. Ze zou opgenomen worden om gezondheidsredenen in een revalidatiecentrum bij Nice. Jane ging haar regelmatig bezoeken. En daar, bij Nice, ontdekte Jane licht en kleur en maakte gebruik om samen met Louise in de natuur te schilderen. Uit dat jaar 1923 dateren prachtige en kleurrijke landschappen uit de omgeving van Cap-Ferrat, Beaulieu-sr-Mer, Villefranche-sur-Mer. Sommige baden in een zonovergoten natuur vol van prachtige grijsgroene planten.

### Huwelijk met Deseck en Nieuwpoort
Eind januari 1924 huwde ze met Georges Deseck uit Nieuwpoort en ging er wonen. De stad begon uit de puinen van de 1e wereldoorlog te herrijzen. In Oostende trof ze het artistieke milieu rond James Ensor, Léon Spilliaert en fotograaf Maurice Antony. Deze maakte in 1925 opnames van haar oeuvre. Maar plots was er de confrontatie van het artistieke leven en de drang naar moederschap. Na de geboorte van haar dochter Mona-Elisa (1929-2008) heeft ze sporadisch nog enkele stillevens geschilderd. Alles begon door te wegen: de beurscrash, de familie, een baby, Louise  en hulpbehoevende ouders. Het isolement in Nieuwpoort speelde ook een rol want als vrouw van de wereld, bevoorrecht met een artistieke opleiding in Brussel en in Parijs, miste ze het kunstmilieu uit die wereldsteden.

### Tweede wereldoorlog en overlijden
En toen brak de hel uit van de 2e wereldoorlog: op 18 mei 1940 vluchtte de familie naar Frankrijk en kwam moeizaam in La Réole (Gironde) toe  bij de familie Rabier. De terugkeer naar Nieuwpoort gebeurde in augustus 1940 in gelijkaardige, hachelijke omstandigheden ofschoon de wapenstilstand van 28 mei. Tijdens de bezetting was er geen sprake meer van schilderen. Er waren andere materiële en familiale zorgen. Jane's gezondheid begon ca 1941 stilaan weg te kwijnen te wijten aan de stress en een slepende ziekte. Ook de hevige bombardementen in Nieuwpoort tastten haar moraal aan. Ze overleed op 8 juni 1945.

## Oeuvre
Het oeuvre van Jane Carion bestaat uit toegepaste kunsten (Parijs, 1922-1923) (ontwerpen voor art-deco-objecten, borduurwerk, textilia, siervoorwerpen) en een tiental landschappen en marines aan de Franse Riviera ( 1923-1924). In Nieuwpoort versomberden stilaan haar polderlandschappen, portretten en stillevens (1924-1939). Sommige werken zijn een knipoog naar M-L.Baugniet, naar Paul Gauguin, Constant Montald en naar James Ensor. In ieder geval Jane Carion is een mooi voorbeeld van een vrouw die gepoogd heeft zich te affirmeren als een zelfstandige vrouw in een mannenbastion dat de kunstwereld toen nog was. De obstakels die ze ontmoet heeft thuis en in haar vorming waren niet mals. Wat moet ze zich vrij gevoeld hebben toen ze naar Parijs vertrok en dan mocht neerstrijken aan de Azurenkust om er te schilderen. In feite is ze door de al die omstandigheden nooit echt tot volle ontplooiing kunnen komen. De kunstwereld was nog minachtend ten opzichte van de vrouw.
Jane Carion nam deel aan tentoonstellingen, zowel in Parijs (in 1923 werden er zelfs decoratieve panelen gestolen), als in Nieuwpoort, Oostende, Gent, Brussel en Luik.

## Hulde
In 2012 ging een huldetentoonstelling door in de Stedelijke Bibliotheek van Nieuwpoort en in 2017 een retrospectieve tentoonstelling in de Stadshalle die grote belangstelling genoot.